# Медаль Біґсбі
Меда́ль Бі́ґсбі (англ. Bigsby Medal) — наукова нагорода Геологічного товариства Лондона (англ. Geological Society of London) за видатні досягнення в галузі вивчення американської геології науковцем у віці до 45 років. Нагороду, яку заснував 1877 року британський геолог Джон Джеремая Біґсбі (1792−1881), названо його іменем.
Нагорода присуджується раз на два роки.